# Архијереј
Архијереј (грч. ό άρχιερεύς) највиши је јерархијски степен у Православној цркви.
Он носи неку од титула: епископ, митрополит, архиепископ или патријарх.

## Епархијски архијереј
Епархијски архијереј у Српској православној цркви је непосредни поглавар епархије. Главни је представник и руководилац свега црквено-духовног живота и црквеног поретка у епархији. Своју црквенојерархијску власт врши самостално, а црквеносамоуправне послове у заједници са свештенством и народом.
Епархијски архијереј има свога замјеника који га замјењује у границама датог му овлашћења.

### Избор
Епархијске и викарне архијереје бира Свети архијерејски сабор под предсједништвом патријарха. Избор архијереја врши Свети архијерејски сабор кад су присутне двије трећине свих епархијских архијереја.
За епархијског и викарног архијереја може бити изабран онај:
- који испуњава све канонскозаконске услове предвиђене за архијерејски чин у Православној цркви;
- који је редовно свршио православну духовну академију или православни богословски факултет;
- који је својом ревносном црквеном службом, као и својим угледним животом и преданим радом на добро Цркве и народа стекао опште уважење и показао способност за положај архијереја.

Код избора архијереја, ако се не постигне једнодушност, гласа се тајно, и одлучује апсолутна већина гласова. Ако се гласови тако подјеле да ниједан кандидат не добије апсолутну већину гласова, приступа се одмах ужем избору између двојице који су највише гласова добили. Који ће кандидат доћи у ужи избор од оних који су добили једнак број гласова, одлучује патријарх, који одлучује и код ужег избора, ако се гласови подједнако подијеле. Одсутан члан Светог архијерејског сабора може повјерити писмено свој глас једном од присутних чланова Светог архијерејског сабора с тим да један архијереј може бити опуномоћен само с једним гласом.
По извршеном избору патријарх проглашава изабраног кандидата. Новоизабраним и посвећеним архијерејима патријарх издаје грамату, коју потписују патријарх и чланови Светог архијерејског синода. Грамата се објављује у званичном листу Патријаршије.

### Разрјешење
Епархијског архијереја може Свети архијерејски сабор са управе уклонити:
- само по канонској осуди,
- или га разријешити по доказаној немоћи,
- или по установљеном престанку једнога од услова за избор,
- као и на основу оправдане молбе за пензију.

Активни епархијски архијереј се разрјешава даљег управљања епархијом и ставља у ред умировљених архијереја. Упражњеном епархијом управља архијереј администратор којег именује Свети архијерејски синод.

### Дјелокруг
Епархијски архијереј, по своме архипастирском позиву, има пуну јерархијску власт у пословима вјере и морала, свештенодејствовања и архипастирског старања у својој епархији. Као непосредни поглавар и представник своје епархије, уз сарадњу свештенства и народа, управља и свестрано руководи цјелокупним, унутрашњим и спољашњим, вјерским и црквеним животом у епархији. Сва црквена надлештва и органи у епархији потчињени су епархијском архијереју.
Сем права и дужности по црквеним и канонским прописима, епархијски архијереј:
- учи и просвјећује свештенство и народ у епархији ријечима, дјелима и пастирским посланицама;
- чува, брани и одржава у народу православну вјеру, сузбијајући сваку радњу која је противна православном учењу и штетна по интересе Српске православне цркве;
- упућује и ободрава свештенство и народ да оснивају и организују религиозно-добротворне, духовно-просвјетне, родољубиве и уопште корисне установе за напредак вјере и морала у народу;
- стара се за редовно и правилно богослужење и уопште о црквеном поретку;
- настојава да се цркве и манастири снабдијевају светим антиминсима, светим миром, свештеним одеждама и утварама и богослужбеним књигама, и да се подмирују на вријеме и правилно све друге потребе цркве;
- одређује по потреби богослужења приликом изванредних црквених, народних и државних светковина;
- даје благослов да се подижу, гдје је потребно, цркве, капеле, гробља и настојава да се држе у добром стању;
- стара се да се цркве, манастири и капеле граде у стилу који је усвојен у Српској православној цркви и да се цркве, манастири и домови вјерних снабдијевају иконама у православном духу;
- води бригу о чувању црквених старина;
- освећује храмове;
- рукополаже достојна лица у свештенички чин, упућује их на дужност и даје им грамату о томе;
- предлаже Светом архијерејском синоду за одликовања свештена лица која се истичу примјерним животом и црквенопастирским и вјероучитељским радом и сам их одликује оним што је у његовој надлежности;
- одређује од достојних свештених лица оба реда свога замјеника у свима епархијским пословима и разрјешава га и о томе извјештава Свети архијерејски синод;
- именује епархијске проповједнике и исповједнике за свештенство у епархији;
- предлаже, поставља и утврђује у звањима и дужностима црквене и црквеносамоуправне службенике, чиновнике и послужитеље, по прописима Устава;
- одређује способна лица за вјероучитеље у школама у својој епархији и води надзор над њиховим радом;
- даје на предлог манастирских настојатеља благослов достојним лицима за ступање у монашки чин;
- даје у својој надлежности благослов и разрјешење у црквенобрачним и другим пословима по прописима црквеноканонским и према одлукама Светог архијерејског сабора;
- суди свештеним лицима оба реда за мање (дисциплинске) кривице, и кажњава за ова дјела: опоменом, укором, епитимијом до 15 дана и забраном свештенодејства до мјесец дана, а за веће кривице предаје их црквеном суду; суди вјернима и изриче казне привременог лишења појединог права или почасти у Цркви; све ове одлуке су извршне;
- ублажава казне коначно изречене од епархијског црквеног суда и то до половине досуђене казне;
- по прописима Устава одлучује од свештенодејства свештена лица оптужена суду за кривице и одређује им замјенике;
- даје свештеним лицима и службеницима у свом дјелокругу одсуства;
- одређује замјенике одсутним и обољелим манастирским настојатељима, архијерејским намјесницима и парохијским свештеницима;
- води надзор над радом архијерејских намјесника и свештенства оба реда у епархији;
- води врховни надзор над радом и животом у црквеним заводима своје епархије, предлаже Светом архијерејском синоду постављење и разрјешење наставничког и васпитачког особља тих завода;
- врши у својој епархији канонске посјете по црквеним правилима, шаље нарочите изасланике од способних и достојних лица и даје им упутства, ради прегледа парохијских и намјесничких канцеларија, манастирских управа и црквених општина;
- настојава да се све наредбе, рјешења и одлуке виших црквених власти благовремено и тачно саопштавају и извршују;
- стара се, уз помоћ епархијског црквеног суда и епархијског управног одбора, да сва црквена надлештва и органи у епархији врше своје дужности савјесно и правилно и да се сви послови извршују по постојећим прописима;
- подноси Светом архијерејском синоду извјештаје са својим предлозима о своме архипастирском раду и уопште о стању епархије.

## Викарни архијереј
Осим епархијских архијереја постоје и викарни архијереји (викари). Они су помоћни архијереји који помажу епископу, митрополиту, архиепископу или патријарху у управљању епархијом. Добијају почасну титулу, најчешће по некој историјској епископији. Викарни архијереји учествују у раду архијерејског сабора обично без права одлучивања.